# Private Investigations: The Best of Dire Straits & Mark Knopfler
Private Investigations: The Best of Dire Straits & Mark Knopfler kompilacijski je album iz 2005. Ime je dobio po singlu Dire Straitsa 1982. 
Izbor je pjesama sa svih studijskih albuma Dire Staitsa i pjesama solo albuma Marka Knopflera.

## Popis pjesama (izdanje 1 CD)
1. "Sultans of Swing"
2. "Love over Gold"
3. "Romeo and Juliet"
4. "Tunnel of Love"
5. "Private Investigations"
6. "Money for Nothing"
7. "Brothers in Arms"
8. "Walk of Life"
9. "On Every Street" – 5:03
10. "Going Home" – 5:00
11. "Why Aye Man" - 4:09
12. "Boom, Like That" - 5:49
13. "What It Is" - 4:56
14. "All the Roadrunning" - 4:49

## Popis pjesama (izdanje 2 CD-a)
CD 1:
1. "Telegraph Road" – 14:20
2. "Sultans of Swing" – 05:48
3. "Love Over Gold" – 06:18
4. "Romeo and Juliet" – 06:00
5. "Tunnel of Love" - 08:10
6. "Private Investigations" – 05:59
7. "So Far Away" – 05:07
8. "Money For Nothing" – 08:24
9. "Brothers in Arms" - 06:57
10. "Walk of Life" – 04:08
11. "Your Latest Trick" – 06:29

CD 2:
1. "Calling Elvis" – 06:24
2. "On Every Street" – 05:03
3. "Going Home" – 05:00
4. "Darling Pretty" – 04:30
5. "The Long Road (Theme from Cal)" – 07:21
6. "Why Aye Man" - 04:09
7. "Sailing To Philadelphia" - 05:29
8. "What It Is" - 04:56
9. "The Trawlerman's Song" - 05:02
10. "Boom, Like That" - 05:49
11. "All The Roadrunning" - 04:49

## Popis pjesama (izdanje 2 CD-a za SAD)
CD 1:
1. "Telegraph Road" – 14:20
2. "Sultans of Swing" – 05:48
3. "Love Over Gold" – 06:18
4. "Romeo and Juliet" – 06:00
5. "Tunnel of Love" - 08:10
6. "Skateaway" - 06:35
7. "Private Investigations" – 05:59
8. "So Far Away" – 05:07
9. "Money For Nothing" – 08:24
10. "Walk of Life" – 04:08
11. "Your Latest Trick" – 06:29

CD 2:
1. "Calling Elvis" – 06:24
2. "On Every Street" – 05:03
3. "Going Home (Theme from Local Hero)" – 05:00
4. "The Long Road" – 07:21
5. "Why Aye Man" - 04:09
6. "Sailing To Philadelphia" - 05:29
7. "What It Is" - 04:56
8. "The Trawlerman's Song" - 05:02
9. "Boom, Like That" - 05.49
10. "Brothers in Arms" - 06:57
11. "All The Roadrunning" - 04:49